# Farkas Mózes
Farkas Mózes (Huszt, 1881. január 14. – Budapest, 1941. augusztus 17.) ügyvéd, vállalkozó.

## Életpályája
A Ferenc József Tudományegyetemen szerzett jogi doktori végzettséget (1907). A kolozsvári Renner Testvérek és Társai Bőrgyár Rt., későbbi nevén Dermata vezérigazgatója, egyik kiemelkedő részvényese. Az erdélyi gazdasági, politikai és kulturális élet fontos szereplője a két világháború közötti időszakban.